# تيري غود
تيري غود (بالإنجليزية: Terry Goode)‏ هو لاعب كرة قدم بريطاني في مركز نصف الجناح، ولد في 29 أكتوبر 1961 في إيزلينغتون ‏ في المملكة المتحدة. لعب مع برمنغهام سيتي ونادي كيترينغ تاون.